# خسائر الحرب الأهلية السورية في لبنان
أنتجت الحرب الأهلية السورية منذ بدايتها قدراً كبيراً من الفتنة والاضطرابات في دولة لبنان وامتد القتال من الحرب الأهلية السورية إلى لبنان بين 2011 و2017.
في منتصف عام 2011 لقي سبع أشخاص حتفهم وأصيب 59 بجروح في معركة بين مسلّحين في طرابلس. في مايو 2012 امتد النزاع إلى بيروت وفيما بعد إلى جنوب وشرق لبنان بينما انتشرت القوات المسلّحة اللبنانية في شمال لبنان وبيروت. ابتداء من يناير 2016 كان هناك أكثر من 800 ضحية وتقريبا 3,000 إصابة. بين كتل لبنان السياسية يدعم تحالف 14 آذار المعادي للنظام السوري الدعم المتمردون السوريون ويدعم تحالف 8 آذار المدعوم من قبل إيران النظام السوري. في 28 أغسطس 2017 انسحبت آخر بقايا تنظيم داعش وهيئة تحرير الشام من لبنان وأنهت بذلك تداعيات الحرب الأهلية السورية في لبنان.
منذ ثورة الأرز في عام 2005 وانسحاب القوات السورية من البلاد انقسم الطيف السياسي اللبناني بين تحالف 14 آذار المعادي للحكومة السورية وتحالف 8 آذار الموالي للحكومة السورية. ودعا تحالف 14 آذار بقيادة تيار المستقبل بشكل رئيسي الذي يتحالف مع حزب القوات اللبنانية إلى تقديم المساعدة اللبنانية إلى الجيش السوري الحر واتخاذ موقف أقوى ضد الحكومة السورية.
رفض ذلك من قبل تحالف 8 آذار الحاكم الذي يتضمن حزب الله وحلفاءه مثل التيار الوطني الحر الماروني وغيره. في أغسطس ذكرت جيروزاليم بوست بأن المحتجين الغاضبين لدعم حزب الله الحكومة السورية حرقوا علم حزب الله وصور زعيمه حسن نصر الله في العديد من الأماكن في سوريا. واجه المحتجون المؤيدون للحكومة الأعمال بحمل ملصقات نصر الله. ذكر حزب الله أنهم يدعمون عملية الإصلاحات في سوريا وبأنهم أيضا ضد المؤامرات الأمريكية لزعزعة استقرار سوريا والتدخل فيها، وسط تعليقات وزيرة خارجية الولايات المتحدة هيلاري كلينتون على أنه ينبغي أن يكون «واضحا بجلاء لمن يؤيدون نظام الأسد أن أيامه أصبحت معدودة». ذكرت التقارير بأن، «مبيعات أسلحة السوق السوداء في لبنان قد ارتفعت ارتفاعا كبيرا في الأسابيع الأخيرة بسبب الطلب في سوريا». في يونيو 2011 خلفت اشتباكات في مدينة طرابلس اللبنانية بين أعضاء الأقلية العلوية الموالية للرئيس السوري بشار الأسد وأعضاء الأغلبية السنية سبع أشخاص قتلى.
كان المتطرفون من طرابلس يتدفقون لسوريا للانضمام إلى جبهة النصرة. مقاتلو حزب الله نشروا لحماية البلدات الحدودية التي يقطنها شيعة لبنانيين من المتمردين.
حاول الجيش اللبناني أن ينأى بنفسه عن الصراع الدائر في سوريا ومنع الاشتباكات داخل لبنان. ولكن الوضع كان يصبح خارج السيطرة خلال الحوادث الكثيرة.

## 2011
في اشتباكات يونيو 2011 تم الإبلاغ عن 7 وفيات على الأقل.  ووقعت 2-3 حالات وفاة أخرى خلال حوادث فبراير 2012.
منذ مايو 2012 أسفرت حوادث العنف عن 789 حالة وفاة على الأقل وأكثر من 2700 إصابة.

## 2012
- 12-18 مايو 2012: مقتل 12 شخصًا وإصابة 100 آخرين بجروح في اشتباكات بين حي باب التبانة وجبل محسن في طرابلس.[16]
- 20 أيار / مايو 2012: قتل رجل دين سني لبناني ومساعدته في عكار شمال لبنان بينما قُتل 3 وجرح 8 في حي طارق الجديدة في بيروت.[17]
- 28 أيار 2012: قتل شخص في البترون.[18]
- 30 مايو 2012: أصيب شخصان في طرابلس.[19]
- أوائل يونيو: قتل اثنان من مقاتلي حزب الله في اشتباك مع المتمردين السوريين.[20]
- 2-3 يونيو 2012: مقتل 15 شخصًا وإصابة أكثر من 60 آخرين في طرابلس.[21] [22] [23] [24]
- 8 يونيو 2012: مقتل شخص وجرح ثلاثة آخرين في طرابلس.[25]
- 16 يونيو 2012: مقتل شخص وإصابة آخرين في مخيم نهر البارد للاجئين الفلسطينيين.
- 18 حزيران 2012: مقتل ثلاثة أشخاص وجرح 15 آخرين في اشتباكات بين الفلسطينيين والجيش اللبناني.
- 18 يوليو 2012: قُتل شخص وأصيب العديد في طرابلس خلال الاحتجاجات المناهضة للأسد.[26] [27]
- 27 يوليو 2012: قتل شخصان وجرح 15 آخرون في طرابلس.[28] [29]
- 8 آب (أغسطس) 2012: أصيب خمسة أشخاص في اشتباكات في صيدا بين مؤيدي ومنتقدي الحكومة السورية.
- 9 آب (أغسطس) 2012: قُتل ثلاثة أشخاص وأصيب 10 آخرون في اشتباكات في شمال لبنان بين مؤيدي حزب الله والسلفيين السنة.[30]
- 20-24 أغسطس 2012: مقتل 17 شخصًا وإصابة أكثر من 120 آخرين في اشتباكات في طرابلس.[31] [32]
- 19 أكتوبر 2012: قُتل العميد وسام الحسن، رئيس مكتب المخابرات لقوات الأمن الداخلي، مع شخصين آخرين في انفجار سيارة مفخخة في بيروت. 78 شخصا آخرين جرحوا. تم إلقاء اللوم على الحكومة السورية في الهجوم.[33] [34]
- 19-23 أكتوبر 2012: قُتل 13 شخصًا [35] وأصيب 65 آخرون في اشتباكات في طرابلس، [36] نتجت عن القصف.[37]
- 11 تشرين الثاني (نوفمبر) 2012: مقتل ثلاثة أشخاص وجرح أربعة آخرين بين مؤيدي حزب الله ورجل الدين السلفي الشيخ أحمد الأسير في صيدا.[38]
- 4-9 كانون الأول / ديسمبر 2012: قُتل 19 شخصًا وأصيب أكثر من 140 آخرين في اشتباكات في طرابلس.[39] [40]

## 2013
- 3 كانون الثاني / يناير 2013: قُتل شخص وأصيب ثلاثة خلال اشتباكات في صيدا.[41]
- 1 فبراير 2013: مقتل 3 أشخاص خلال اشتباكات في عرسال [42]
- 20-24 مارس 2013: مقتل 12 شخصًا وجرح 30 آخرين على الأقل في القتال في طرابلس.[43][44]
- 3 أبريل / نيسان 2013: أصيب شخص بجروح طفيفة في طرابلس عندما فتح مسلحون مؤيدون للجيش السوري الحر النار على قافلة شاحنات يُعتقد أنها تحمل الوقود بهدف دعم الحكومة السورية.[45]
- 13 أبريل 2013: أصيبت سيدة سورية عندما أطلق مسلحون أعيرة نارية على سيارة عند معبر المصنعة الحدودي مع سوريا. لم تتمكن بعض وسائل الإعلام اللبنانية من تحديد هوية الجناة.[46]
- من 14 أبريل إلى 28 مايو 2013: قُتل ثلاثة أشخاص وجُرح ثمانية آخرون جراء قصف منطقة الهرمل.[47][48][49]
- 14 مايو / أيار 2013: قُتل خمسة أشخاص وجُرح 20 آخرون خلال اشتباكات في طرابلس.[50]
- 19-26 أيار / مايو 2013: قُتل 31 شخصًا على الأقل و 204 أصيبوا خلال اشتباكات في طرابلس. ثلاثة جنود كانوا من بين القتلى و 15 جريحا.[51][52][53][54][55]
- 26 أيار (مايو) 2013: سقط صاروخان في جنوب بيروت في 26 أيار مما أسفر عن إصابة خمسة أشخاص. تعتقد الحكومة اللبنانية أن الهجمات كانت «عملاً تخريبيًا». المهاجمون الذين أطلقوا هذه الصواريخ غير معروفين.[56]
- 28 أيار / مايو 2013: قُتل ثلاثة جنود لبنانيين على أيدي مسلحين مجهولين في كمين شرقي عرسال.[57]
- 30 أيار / مايو 2013: اندلع قتال بين أنصار حركة أمل ومسلحين فلسطينيين في حي فرحات في الضواحي الجنوبية لبيروت ولم تُعرف الخسائر.[58]
- 2 يونيو / حزيران 2013: تفيد التقارير أن اشتباكًا بين الجيش الحر ومقاتلي حزب الله في وادي البقاع أدى إلى مقتل أحد مقاتلي حزب الله وخمسة عشر مقاتلاً من الجيش السوري الحر، وفقًا لمصادر أمنية لبنانية.[59]
- 3-4 يونيو 2013: تسببت محاولة اغتيال اثنين من القادة السنة المؤيدين لحزب الله في لبنان في جولة جديدة من الاشتباكات في طرابلس. قُتل ثمانية أشخاص بينهم شرطي وأصيب 70 على الأقل. أصيب خمسة أفراد آخرين من الجيش اللبناني وقوات الأمن الداخلي عندما نصب مسلحون كمينًا في السيارة التي كانوا يستقلونها في الملاولا بطرابلس.[60][61][62][63]
- 5 حزيران (يونيو) 2013: سقوط 11 صاروخًا أطلقت من سلسلة الجبال على حدود لبنان على طول الحدود مع سوريا في بعلبك مما ألحق أضرارًا بمواقع مختلفة في جميع أنحاء المدينة. أصيب ما لا يقل عن خمسة أشخاص في القصف.[64]
- 6-7 يونيو 2013: قُتل شخص وأصيب تسعة اثنان منهم من جنود الجيش اللبناني خلال اشتباكات في طرابلس. وفي الوقت نفسه في عرسال في 6 يونيو عاد مسلحون مجهولون لمهاجمة نقطة تفتيش الجيش اللبناني التي سبق أن هاجمت في 28 مايو. تم صد الهجوم من قبل قوات الجيش وقتل مسلحان.[65][66][67]
- 10-11 يونيو 2013: قُتل رجل في 10 يونيو في الهرمل عندما أطلق مسلحون مجهولون النار على شاحنة صغيرة التي كان يقودها. كان السائق ينقل اللاجئين السوريين بين الهرمل وعكار. في اليوم التالي تم إطلاق 10 صواريخ من سوريا على الهرمل مما أدى إلى مقتل واحد وإصابة عدة آخرين.[68][69]
- 23-25 حزيران / يونيو 2013: اندلع قتال عنيف في الشوارع بين الجيش اللبناني ومسلحين موالين للخطيب السلفي أحمد الأسير في صيدا. بشكل عام مات 50 شخصًا على الأقل خلال القتال. قتل 17-18 جنديًا ومن 25 إلى 40 مسلحًا وأربعة من مقاتلي حزب الله. قُتل مدنيان من بينهم حارس شخصي لرجل دين حاول الوصول إلى القتال للتفاوض على وقف لإطلاق النار. أصيب 100-128 جنديًا لبنانيًا و 60 مسلحًا مؤيدًا للأسير وأكثر من 50 مدنيًا و 15 من مقاتلي حزب الله.[70] [71][72][73][72][74][75][72][73]
- 27 يونيو 2013: تعرض 25 سوريًا كانوا يستقلون حافلة صغيرة عبر حي جسر الواطي في بيروت لهجوم من قبل 8 رجال مسلحين بالسكاكين وأصابوا 20 من السوريين.[76]
- 9 تموز (يوليو) 2013: انفجرت سيارة مفخخة في جنوب بيروت أدى إلى إصابة 53 شخصًا.
- 15 أغسطس 2013: انفجرت سيارة مفخخة في جزء من سيطرة حزب الله على بيروت مما أسفر عن مقتل 27 شخصًا وإصابة 226.[77]
- 22 أغسطس / آب 2013: فتح مسلحون النار على أنصار حزب الله وقتلوا ثلاثة في طرابلس.[78]
- 23 أغسطس 2013: انفجرت سيارتين مفخختين أمام مسجدين سنيين مما أسفر عن مقتل 47 شخصًا على الأقل وإصابة أكثر من 500.[79]
- 20-28 تشرين الأول / أكتوبر 2013: قُتل 17 شخصًا وأصيب 100 خلال اشتباكات في طرابلس.[80]
- 24 أكتوبر / تشرين الأول 2013: قتل مسلحين سوريين على يد الجيش اللبناني في سهل البقاع الشرقي بعد أن رفضا إيقاف سيارتهم.[81]
- 30 نوفمبر - 2 ديسمبر 2013: قتل 13 شخصًا بينهم جندي واحد وأكثر من 80 جريحًا بينهم 10 جنود وشرطي واحد خلال اشتباكات في طرابلس. وقُتل شخص وأصيب العديد في القتال في أكبر مخيم للاجئين الفلسطينيين في لبنان مخيم عين الحلوة.[82] [83][82][83][84]
- 21 كانون الأول / ديسمبر 2013: قُتل 32 من الجهاديين السوريين بعد أن نصبوا كمينًا لهم من قبل حزب الله في وادي الجمال أثناء التسلل إلى لبنان من سوريا.[85]
- 27 ديسمبر / كانون الأول 2013: انفجرت سيارة مفخخة في وسط بيروت مما أدى إلى مقتل خمسة أشخاص على الأقل بمن فيهم السفير اللبناني السابق لدى الولايات المتحدة محمد شطح وجرح 71 آخرين.[86]

## 2014
- 14-24 آذار / مارس 2014: قُتل 30 شخصًا [87] وجرح 175 شخصًا [88] بينهم 17 جنديًا، خلال اشتباكات في طرابلس.[89]
- 16 مارس 2014: قتل أربعة أشخاص بينهم اثنان من أعضاء حزب الله، [90] وجُرح ما لا يقل عن 14 شخصًا في انفجار سيارة مفخخة في وادي البقاع بالقرب من الحدود السورية.[91]
- 27 مارس 2014: قُتل جندي في طرابلس بينما قُتل ناشط بالقرب من الحدود مع سوريا.[92]
- 29 آذار (مارس) 2014: مقتل ثلاثة جنود وجرح أربعة آخرين في هجوم انتحاري على حاجزهم بالقرب من عرسال على الحدود السورية. [92]
- 14 يوليو 2014: مقتل 5 من مقاتلي حزب الله و 30 مقاتلاً جهاديًا في اشتباكات بالقرب من عرسال.[93]
- 20 تموز (يوليو) 2014: مقتل مشتبه إرهابي في غارة للجيش في طرابلس.[94]
- 2-7 أغسطس 2014: معركة عرسال. تم الهجوم على مدينة عرسال من قبل جبهة النصرة ودولة العراق الإسلامية والشام، شارك الجيش اللبناني بشكل كبير لأول مرة. قتل 60 مسلحا و 19 جنديا و 42-50 مدنيا. وأصيب 135 مدنيا و 86 جنديا و 15 مسلحا. تم إجبار المسلحين في النهاية على العودة إلى سوريا ولكن ليس قبل أن يحتجزوا 44 جنديًا وشرطيًا كرهائن. وأُعدم ثلاثة من الرهائن في وقت لاحق وأفرج عن 20.
- 27-30 آب / أغسطس 2014: امتد القتال على الحدود السورية إلى لبنان مرة أخرى، مع غارات جوية سورية ومعارك ضارية في وادي البقاع، مما أجبر الجيش اللبناني على المشاركة، وقتل جندي وجرح آخر.[95]
- 21 أيلول (سبتمبر) 2014: قُتل ثلاثة من مقاتلي حزب الله في هجوم انتحاري على حاجزهم بالقرب من قرية خريبة في وادي البقاع.[96]
- 5-6 تشرين الأول / أكتوبر 2014: هاجم مسلحو جبهة النصرة مواقع حزب الله خارج قرية بريتال في سهل البقاع. أسفر القتال اللاحق عن مقتل 16 مسلحا وثمانية من مقاتلي حزب الله. كما أصيب 20 من أعضاء حزب الله.[97]
- 24-27 تشرين الأول / أكتوبر 2014: قُتل 42 شخصًا (23 مسلحًا جهاديًا و 11 جنديًا وثمانية مدنيين) و 100 جريح في قتال في طرابلس وبالقرب منها.[98]
- 27 أكتوبر 2014: مقتل متشدد إسلامي مطلوب عند نقطة تفتيش تابعة للجيش في سهل البقاع.[99]
- 2 كانون الأول / ديسمبر 2014: مقتل ستة جنود وجرح آخر في كمين نصبه مسلحون مجهولون في منطقة تل حمرا في رأس بعلبك، بالقرب من الحدود مع سوريا.[100]

## 2015
- 10 كانون الثاني (يناير) 2015: هجمات جبل محسن الانتحارية : قُتل تسعة أشخاص على يد انتحاري في مقهى بحي العلويين في طرابلس.[101]
- 23 كانون الثاني / يناير 2015: مقتل 17 مقاتلاً على الأقل وجرح 22 آخرين بالقرب من رأس بعلبك بعد تعرض موقعهم بالقرب من الحدود لهجوم من قبل داعش.[102] [103]
- 7 أبريل 2015: مقتل 3 أشخاص خلال اشتباكات على الحدود السورية [104]
- 25 تموز (يوليو) 2015: مقتل عقيد من فتح في مخيم للاجئين.[105]
- 28 تموز 2015: مقتل شخصين في اشتباكات في مخيم للاجئين في جنوب لبنان.[106]
- 17 أغسطس 2015: مقتل شخصين على الحدود.[107]
- 19 تشرين الأول / أكتوبر 2015: مقتل 8 أشخاص في انفجار في شمال شرق البلاد بالقرب من الحدود السورية.[108]
- 5 نوفمبر 2015: قتل 6 أشخاص في بلدة عرسال الحدودية عندما هزها تفجير انتحاري.[109]
- 12 تشرين الثاني (نوفمبر) 2015: 2015 تفجيرات بيروت : مقتل 43 شخصًا.

## 2016
- 28 آذار / مارس - 2 نيسان / أبريل 2016: قُتل شخص في مخيم للاجئين في اشتباكات بين الإسلاميين ومنظمة فتح في مخيم عين الحلوة.[110]

## 2017
- 24 نيسان: قام الجيش اللبناني بغارات على مواقع تنظيم داعش وجبهة النصرة بالقرب من الحدود السورية تسببت في سقوط 20 ضحية. [111]